# Arvandkenar (distrito)
O distrito de Arvandkenar (em persa: بخش اروندکنار‎‎) se localiza no condado de Abadan, da província de Khuzistão, no Irã. No censo de 2006, sua população era de 25 010 habitantes, em 4 930 famílias. O distrito tem uma cidade chamada Arvandkenar e possui três distritos rurais: Minubar, Nasar e Noabad.